# Janusz Bardach

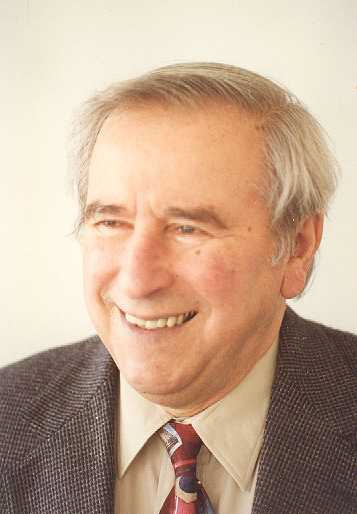
Janusz Bardach

Janusz Bardach (ur. 28 lipca 1919 w Odessie, zm. 16 sierpnia 2002 w Iowa City) – polski i amerykański chirurg plastyczny.

## Życiorys
Urodził się w Odessie w zasymilowanej rodzinie żydowskiej, jako syn lekarza stomatologa Marka Bardacha i jego żony Otylii. Brat Juliusza i Racheli. Rodzina w 1920 przeniosła się do Włodzimierza Wołyńskiego. Tam Janusz ukończył gimnazjum w 1938 roku. Nie został przyjęty do szkoły medycznej w Warszawie. Pracował w gabinecie dentystycznym ojca. W 1940 roku został powołany do Armii Czerwonej. Do 1941 roku uczył się w Szkole Kierowców Czołgów w Orle. W lipcu 1941 roku został skierowany na front, gdzie brał udział w walkach z Niemcami. Rodzice i siostra Rachela zostali zamordowani przez Niemców we Włodzimierzu Wołyńskim w czerwcu 1942 roku. Janusz Bardach w czasie służby został aresztowany przez NKWD. Został skazany na karę śmierci, którą zamieniono na 10 lat ciężkiego łagru (Kołymę). W tym czasie jego brat Juliusz służył od 1943 w Wojsku Polskim w ZSRR jako oficer pionu polityczno-wychowawczego w randze pułkownika, w latach 1945–1947 attaché wojskowy Ambasady RP w Moskwie. Podczas pobytu w szpitalu, gdzie trafił wycieńczony ciężką pracą, Januszowi udało się skontaktować z bratem. Juliusz pomógł w zwolnieniu brata z obozu. Janusz przybył do Moskwy w marcu 1946 roku. Odzyskał polskie obywatelstwo. Otrzymał stypendium od rządu polskiego. W ZSRR został absolwentem Instytutu Medyczno-Stomatologicznego w Moskwie (1950). Następnie pracował w Klinice Chirurgii Szczękowo-Twarzowej Moskiewskiego Instytutu Medyczno-Stomatologicznego (1950–1954). Tam uzyskał w 1954 stopień kandydata nauk medycznych. Po zakończeniu stażu chirurgicznego dzięki pomocy brata zdołał repatriować się do Polski. Zamieszkał w Łodzi, gdzie pracował w Katedrze Chirurgii Stomatologicznej Akademii Medycznej. Był tam założycielem Kliniki Chirurgii Plastycznej Akademii Medycznej w Łodzi (od 1972 roku kierownik). Docent od 1959 roku, profesor nadzwyczajny – 1964, profesor zwyczajny 1970. W latach 1962–1972 dyrektor Ośrodka Wad Wrodzonych Twarzy w Akademii Medycznej w Łodzi. W latach 1965–1967 kierownik Oddziału Stomatologicznego Akademii Medycznej w Łodzi. W latach 1954–1959 był redaktorem naczelnym pisma „Przegląd Stomatologiczny”. W 1972 wyjechał do USA na zaproszenie Uniwersytetu w Iowa. Tam został kierownikiem Kliniki Chirurgii Plastycznej i Rekonstrukcyjnej Głowy i Szyi Wydziału Medycznego. Zmarł 16 sierpnia 2002 roku w USA.
Zasłynął książką wspomnieniową Człowiek człowiekowi wilkiem, opisującej doświadczenia więźnia Gułagu.

## Ordery i odznaczenia
- Złoty Krzyż Zasługi (1960)
- Odznaka honorowa „Za wzorową pracę w służbie zdrowia” (1964)

## Nagrody
- Nagroda Ministra Zdrowia I stopnia (1965)
- Nagroda Miasta Łodzi

## Wybrane publikacje
- Chirurgia zmienia ludzką twarz, Warszawa: Towarzystwo Wiedzy Powszechnej. Sekcja Medyczna 1955.
- Radiologiczne badanie zębopochodnych schorzeń zatok szczękowych z użyciem środków cieniujących, Warszawa: Państwowy Zakład Wydawnictw Lekarskich 1955.
- (współautorzy: Henryk Kozłowski, Maciej Pruszczyński), Investigations on the usefulness of skin for grafting depending on the region of the body and age, Łódź: Łódzkie Towarzystwo Naukowe 1963.
- (redakcja) Stomatologia: podręcznik dla studentów medycyny, Warszawa: Państwowy Zakład Wydawnictw Lekarskich 1964 (wyd. 2 – 1968).
- Rozszczepy wargi górnej i podniebienia, Warszawa: Państwowy Zakład Wydawnictw Lekarskich 1967.
- (współautorzy: Marian Górski, Kazimierz Ostrowski), Chirurgia plastyczna twarzy, Warszawa: Państwowy Zakład Wydawnictw Lekarskich 1972.
- (redakcja) Pamiętnik XI konferencji naukowej Sekcji Chirurgii Plastycznej Towarzystwa Chirurgów Polskich, Łódź 5–6 XI 1971, red. Janusz Bardach, Warszawa: Państwowy Zakład Wydawnictw Lekarskich 1973.
- (współautor: Kathleen Gleeson), Man is wolf to man: surviving Stalin's gulag, London: Scribner 1999. Przekład polski: Człowiek człowiekowi wilkiem: przeżyłem Gułag, przeł. Ewa Elżbieta Nowakowska, Kraków: Wydawnictwo Literackie 2002.
- (współautor: Kathleen Gleeson), Surviving freedom: after the Gulag, Berkeley: University of California Press 2003 .